# Kalisko (województwo łódzkie)
Kalisko – wieś w Polsce położona w województwie łódzkim, w powiecie bełchatowskim, w gminie Bełchatów, przy drodze wojewódzkiej nr 484 z Bełchatowa do Kamieńska.
W latach 1975–1998 miejscowość administracyjnie należała do województwa piotrkowskiego.
6 września 1939 oddział niemieckiej 4 Dywizji Pancernej dokonał zbiorowej egzekucji we wsi. Rozstrzelano 12 osób. Ofiarami zbrodni byli mieszkańcy wsi Kalisko, Zawały i Zawada.
- Zobacz też: Kalisko